# Бернек
Бернек (фр. Bernesq) насеље је и општина у северној Француској у региону Доња Нормандија, у департману Калвадос која припада префектури Баје.
По подацима из 2011. године у општини је живело 188 становника, а густина насељености је износила 31,86 становника/km². Општина се простире на површини од 5,9 km². Налази се на средњој надморској висини од 45 метара (максималној 62 m, а минималној 6 m).

## Демографија
| 1962. | 1968. | 1975. | 1982. | 1990. | 1999. | 2011. |
| ----- | ----- | ----- | ----- | ----- | ----- | ----- |
| 266   | 301   | 275   | 207   | 167   | 153   | 188   |

График промене броја становника у току последњих година